# Jens Olivur Lisberg

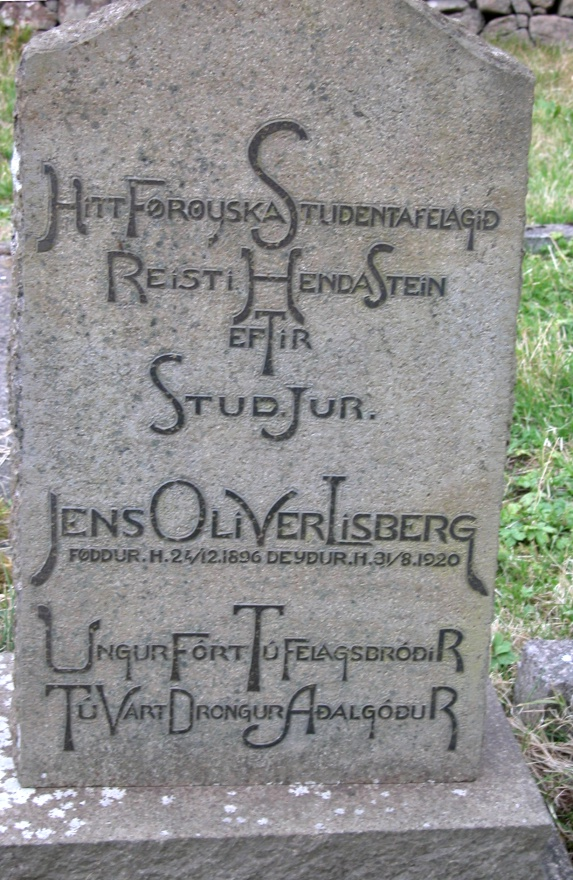
Sírköve a fámjini temetőben

Jens Olivur Lisberg (dánul: Jens Oliver Lisberg) (Fámjin, 1896. december 24. - uo., 1920. augusztus 31.) a feröeri zászló egyik tervezője.
Amikor Koppenhágában volt joghallgató, Janus Øssurssonnal és Paul Dahllal együtt tervezték meg a feröeri zászlót. Hazatérve Lisberg volt az első, aki használta a zászlót, fámjini házára húzta fel 1919. június 22-én.
Lisberg tüdőgyulladásban halt meg 1920. augusztus 31-én. Fámjinban temették el, ahol ma a templom falán őrzik az első feröeri zászlót.